# Zay và Chik
Zay và Chik (tiếng Nga: Зай и Чик) là một phim hoạt hình của đạo diễn Ivan Aksenchuk, trình chiếu lần đầu năm 1952.

## Nội dung
Truyện phim giáo dục trẻ em hướng tới sự chấp hành luật lệ khi tham gia giao thông.
Hai anh em Zay và Chik nhận lời mời của chú Mùi Tây đi xem buổi hòa nhạc. Trên đường tới nhà hát, vì nghịch ngợm mà hai chú nhiều lần mắc lỗi vi phạm các quy tắc qua đường - chơi bóng này, chạy trên đường có đèn đỏ này, trốn dưới gầm xe bus này... Và tất nhiên, mọi việc trở nên rắc rối. Cuối cùng, bác sĩ Aibolit tốt bụng phải đến giúp hai chú. Nhưng để giúp mọi người khỏi bị ảnh hưởng là không hề đơn giản...